# Њемчињани
Њемчињани (слч. Nemčiňany) насељено је мјесто са административним статусом сеоске општине (слч. obec) у округу Злате Моравце, у Њитранском крају, Словачка Република.

## Становништво
| Година:    | 1994. | 2004.   | 2014.   | 2024.   |
| ---------- | ----- | ------- | ------- | ------- |
| Број људи: | 809   | 760     | 692     | 662     |
| Разлика:   |       | -6,05 % | -8,94 % | -4,33 % |

| Година:    | 2023. | 2024.   |
| ---------- | ----- | ------- |
| Број људи: | 657   | 662     |
| Разлика:   |       | +0,76 % |

Према подацима о броју становника из 2011. године насеље је имало 695 становника.